# Natuurlijke verbintenis

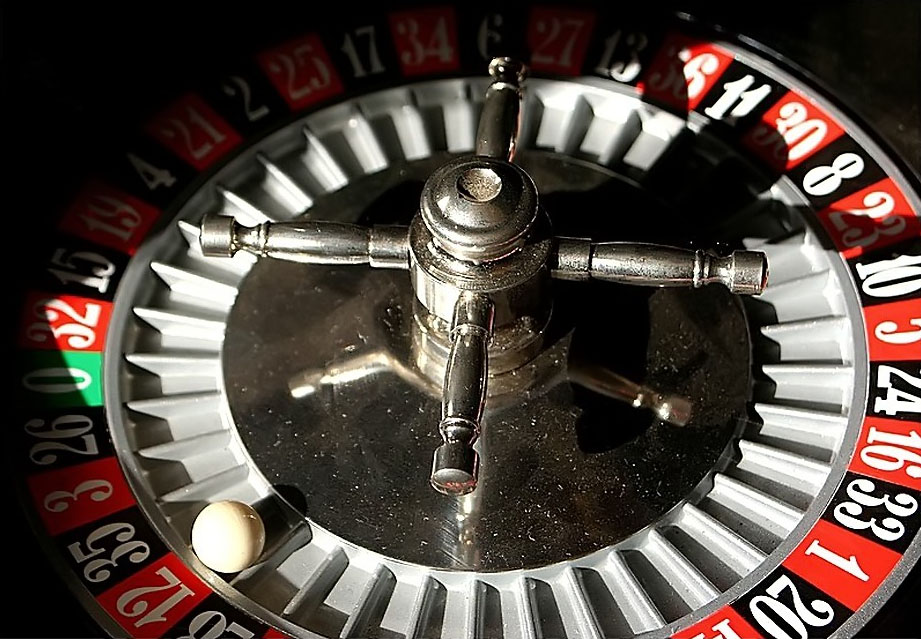
Verbintenissen uit spel en weddenschap zijn in veel rechtssystemen niet in rechte afdwingbaar.

Een natuurlijke verbintenis (Latijn: naturalis obligatio) is in het continentaal recht een verbintenis die niet in rechte afdwingbaar is, maar die – nadat zij vrijwillig is nagekomen – niet als onverschuldigde betaling kan worden teruggevorderd. Uit het laatste kenmerk volgt dat de voldoening van een natuurlijke verbintenis moet worden onderscheiden van een schenking: de eerste is een verschuldigde betaling, de schenking is onverschuldigd. Over de vraag of een natuurlijke verbintenis gelijkgesteld moet worden aan een civiele verbintenis wordt in de doctrine getwist. Sommige juristen zijn van mening dat de natuurlijke verbintenis ligt tussen de zuivere gewetensplicht en de civiele verbintenis, anderen zien natuurlijke verbintenissen als niets anders dan een morele plicht, weer anderen nemen een tussenpositie in.

## Geschiedenis: het Romeinse recht
De figuur van de natuurlijke verbintenis in de moderne continentale codificaties heeft haar oorsprong in het Romeinse recht. Hoewel de Digesten van Justinianus geen definitie bevatten komt de term 'naturalis obligatio' (of een variant daarop) wel veel voor. Zo schrijft Julianus:

(...) nam licet minus proprie debere dicantur naturales debitores, per abusionem intellegi possunt debitores et, qui ab his pecuniam recipiunt, debitum sibi recepisse.
((...) want ook al is het minder juist om te zeggen dat natuurlijke schuldenaren iets verschuldigd zijn, toch kunnen zij in oneigenlijke zin als schuldenaren worden aangemerkt en zij die van hen geld ontvangen kunnen geacht worden te hebben gekregen wat hun verschuldigd was.)
— D. 46, 1, 16, 4 (gedeeltelijk), met vertaling van Lokin

Natuurlijke verbintenissen ontstonden naar Romeins recht onder andere door het aangaan van verbintenissen met slaven en kinderen die onder de patria potestas vielen ('in potestate' waren). Slaven konden tegenover hun meester noch tegenover derden een opeisbare verplichting hebben. Kwamen zij een dergelijke verbintenis echter na, dan kon die niet met een condictio indebiti (actie uit onverschuldigde betaling) worden teruggevorderd:

Naturaliter etiam servus obligatur: et ideo, si quis nomine eius solvat vel ipse manumissus ... repeti non poterit.
(Zelfs een slaaf kan gebonden worden door een natuurlijke verbintenis; en zo, als iemand voor hem een schuld betaalt, of de slaaf betaalt zelf na manumissie ... kan het betaalde niet worden teruggevorderd.)
— D. 12, 6, 13pr.

Zoons die onder de vaderlijke macht vielen konden rechtsgeldig verbintenissen aangaan met derden, maar omdat zij zolang zij niet sui iuris waren nauwelijks eigen vermogen hadden was executie niet ten volle mogelijk. Een zoon 'in potestate' kon tegenover zijn pater familias geen opeisbare verplichting hebben. Vrouwen 'in potestate' konden net als slaven geen opeisbare verplichtingen hebben. Voor alle kinderen 'in potestate' gold echter dat vrijwillige nakoming niet met een condictio indebiti kon worden teruggevorderd.
In de laatklassieke tijd sprak men ook van natuurlijke verbintenissen wanneer de verbintenis was aangegaan zonder daarvoor de geldende vormvoorschriften in acht te nemen. Nog later is men daaronder ook gaan scharen enkele gevallen waarin op iemand een morele verplichting rust terwijl hij zich niet geheel heeft verbonden.
Anders dan bijvoorbeeld in het Nederlands recht (zie hieronder) kon een natuurlijke verbintenis naar Romeins recht verrekend worden:

Etiam quod natura debetur, venit in compensationem.
(Ook wat uit een natuurlijke verbintenis verschuldigd is, kan verrekend worden.)
— D. 16, 2, 6.

## Continentaal recht

### Duits recht
Het Duitse Bürgerliches Gesetzbuch (BGB) kent het begrip 'natuurlijke verbintenis' (Naturalobligation, verouderd natürliche Verbindlichkeit) niet en bevat dus ook geen definitie. Daarvoor is bewust door de wetgever gekozen in een streven naar duidelijkheid, en om de vraag te vermijden of een natuurlijke verbintenis wel een verbintenis is:

... wenn das Gesetzbuch von einer Obligation oder einem Schuldverhältniß redet, [soll] darunter nur die klagbare Obligation oder ein solches Schuldverhältniß verstanden werden, bei welchem die Erfüllung der Verbindlichkeit erzwingbar ist, und der Fall [soll] von der gedachten Bezeichnung nicht betroffen werden, in welchem das Gesetz der Obligation zwar die Klagbarkeit entzieht oder vorenthalt, gleichwohl ihr die übrigen Wirkungen und Eigenschaften der Obligation ganz oder zum Theil belässt oder beilegt und für Fälle solcher Art [soll] der Ausdruck "natürliche (uneigentliche, unvollkommene) Verbindlichkeiten oder Obligation vermieden werden.
— 

Hoewel de wetgever ervoor heeft gekozen het begrip natuurlijke verbintenis te vermijden, kent het BGB wel bepalingen die afdwingbaarheid aan bepaalde verbintenissen onthouden. Zo bepaalt artikel 1297, eerste lid, van het BGB dat een verloofde niet kan worden aangesproken tot het aangaan van een huwelijk ("Aus einem Verlöbnis kann nicht auf Eingehung der Ehe geklagt werden."). Ook de voldoening van verjaarde vorderingen kan niet in rechte worden afgedwongen, maar vrijwillige betaling van een verjaarde vordering is niet onverschuldigd (artikel 241 BGB; vergelijk ook artikel 1432 ABGB). De natuurlijke verbintenis wordt door de doctrine dus wel erkend.
Artikel 814 BGB bepaalt dat terugvordering van een betaling niet mogelijk is als de verrichter van de betaling wist dat deze onverplicht was, of als de betaling voortvloeit uit een morele plicht. Dit wordt in de doctrine echter niet als een natuurlijke verbintenis beschouwd.

### Napoleontisch recht
Artikel 1235 van de Franse Code civil (en het Belgisch Burgerlijk Wetboek) bepaalt:

Tout paiement suppose une dette : ce qui a été payé sans être dû, est sujet à répétition.
(Iedere betaling onderstelt een schuld: hetgeen betaald is zonder verschuldigd te zijn, kan worden teruggevorderd.)

La répétition n'est pas admise à l'égard des obligations naturelles qui ont été volontairement acquittées.
(Geen terugvordering kan plaatshebben ten opzichte van natuurlijke verbintenissen die men vrijwillig voldaan heeft.)

Dit is de enige bepaling in het Franse en Belgische burgerlijk wetboek die gewag maakt van de natuurlijke verbintenis. De literatuur onderscheidt bronnen van natuurlijke verbintenissen in twee, soms drie categorieën: de onvolmaakte civiele verbintenis, de morele plichten en (soms) de ongeoorloofde verbintenissen. Onder onvolmaakte civiele verbintenissen vallen verjaarde vorderingen en verbintenissen waaraan een vormgebrek kleeft of die zijn aangegaan door een handelingsonbekwame.

### Nederlands recht
Artikel 1395 lid 2 van het oude BW, de enige bepaling die destijds aan de natuurlijke verbintenis was gewijd, was ontleend aan artikel 1235 van de Code civil (zie hierboven), en bepaalde dat een vrijwillige voldoening van een natuurlijke verbintenis niet uit hoofde van onverschuldigde betaling kon worden teruggevorderd. Aanvankelijk werd ten aanzien van deze natuurlijke verbintenissen een enge leer aangehangen. Die leer hield in dat natuurlijke verbintenissen alleen werden erkend in die gevallen waarin dat uit de wet voortvloeide. In 1926 aanvaardde de Hoge Raad in zijn arrest Goudse bouwmeester (NJ 1927/777) een ruimere leer ten aanzien van natuurlijke verbintenissen: verplichtingen van moraal of fatsoen konden volgens het hoogste rechtscollege ook natuurlijke verbintenissen opleveren.
Tegenwoordig bepaalt artikel 3 van Boek 6 van het Burgerlijk Wetboek:

1. Een natuurlijke verbintenis is een rechtens niet- afdwingbare verbintenis.
2. Een natuurlijke verbintenis bestaat: 
a. wanneer de wet of een rechtshandeling aan een verbintenis de afdwingbaarheid onthoudt;
b. wanneer iemand jegens een ander een dringende morele verplichting heeft van zodanige aard dat naleving daarvan, ofschoon rechtens niet afdwingbaar, naar maatschappelijke opvattingen als voldoening van een aan die ander toekomende prestatie moet worden aangemerkt.

Een natuurlijke verbintenis wordt naar Nederlands recht dus omschreven als een verbintenis die niet in rechte afdwingbaar is, omdat de wet, een rechtshandeling of een dringende morele verplichting de afdwingbaarheid aan de verbintenis onthoudt. Dat betaling van een natuurlijke verbintenis niet als onverschuldigd kan worden teruggevorderd volgt uit de bepaling over onverschuldigde betaling. Artikel 6:203 lid 1 BW bepaalt dat degene die een ander zonder rechtsgrond een goed heeft gegeven dat als onverschuldigd betaald kan terugvorderen. Betaling van een natuurlijke verbintenis geschiedt echter niet zonder rechtsgrond.
In de literatuur wordt een verbintenis ontleed in 1) het subjectieve recht (de materiële aanspraak), aangeduid als de vordering, (2) het vorderingsrecht (het recht om in rechte aanspraak te maken op het subjectieve recht) en (3) de rechtsvordering (de processuele handeling zelf). Bij natuurlijke verbintenissen ontbreekt het vorderingsrecht. Verbintenissen waaraan de wet het vorderingsrecht onthoudt zijn bijvoorbeeld de verbintenis uit spel en weddenschap (artikel 7A:1825 jo. 1828 BW) en verjaarde vorderingen. Ook kunnen partijen zelf afspreken dat slechts een natuurlijke verbintenis ontstaat. Een voorbeeld hiervan is het herenakkoord.
Anders dan naar Romeins recht (zie hiervoor) kunnen natuurlijke verbintenissen naar Nederlands recht niet verrekend worden met civiele verbintenissen. Artikel 6:127 BW bepaalt namelijk dat een schuldenaar de bevoegdheid moet hebben tot verrekening, welke bevoegdheid (volgens het tweede lid) slechts bestaat indien hij bevoegd is betaling van de tegenvordering af te dwingen. Wel bestaat de mogelijkheid een natuurlijke verbintenis bij overeenkomst om te zetten in een civiele verbintenis (artikel 6:5 lid 1 BW).

### Louisiaans recht
De deelstaat Louisiana is uniek in de Verenigde Staten voor wat betreft zijn gemengde rechtsstelsel. Het Louisiaanse privaatrecht is namelijk beïnvloed door de Franse Code civil en gaat dus terug op het Romeinse recht. Als zodanig kent het ook de figuur van de natuurlijke verbintenis (natural obligation). Artikel 1760 van de Civil Code van Louisiana (La.C.C.) bepaalt: "A natural obligation arises from circumstances in which the law implies a particular moral duty to render a performance." Artikel 1761 La.C.C. vervolgt met: "A natural obligation is not enforceable by judicial action. Nevertheless, whatever has been freely performed in compliance with a natural obligation may not be reclaimed." De tweede zin van artikel 1761 La.C.C. bepaalt dat overeenkomsten ter uitvoering van natuurlijke verbintenissen 'onerous' (bezwarend) zijn, dat wil zeggen dat deze voor partijen nadelig zijn wat betreft de opbrengsten in relatie tot de kosten voor het maken van zo'n overeenkomst.
Artikel 1762 La.C.C. noemt enkele voorbeelden van situaties die natuurlijke verbintenissen in het leven roepen:

1. When a civil obligation has been extinguished by prescription or discharged in bankruptcy.
2. When an obligation has been incurred by a person who, although endowed with discernment, lacks legal capacity.
3. When the universal successors are not bound by a civil obligation to execute the donations and other dispositions made by a deceased person that are null for want of form.

## Common law
De figuur van de moral obligation of moral consideration is in de common law qua inhoud het meest gelijkend op de natuurlijke verbintenis. 'Consideration' is de prijs (in bijvoorbeeld de vorm van een belofte iets te doen of nalaten) die een partij betaalt voor de belofte van de wederpartij, waarna die belofte afdwingbaar wordt. Een moral consideration is een consideration die men uit een gevoel van morele verplichting maakt tegenover een belofte die reeds is uitgevoerd. Een dergelijke consideration is niet in rechte afdwingbaar.